# Gare Wiesbaden Ost
La gare Wiesbaden Ost (gare Wiesbaden Est) est une gare ferroviaire allemande de la Ligne de Francfort à Wiesbaden. Elle est située dans le quartier de Biebrich au sud du centre ville de Wiesbaden dans le Land de Hesse.
Elle est mise en service en 1840 dans les chemins de fer. Trois lignes de la S-Bahn Rhin-Main la desservent.

## Service des voyageurs

### Intermodalité
Elle est desservie par les bus de la ville.